# Донгнай (провинция)
Донгна́й (вьет. Đồng Nai, тьы-ном 同奈) — провинция в юго-восточной части Вьетнама, к северо-востоку от Хошимина. Административный центр — город Бьенхоа.

## География
Площадь составляет 5903 км². На территории провинции находится множество рек и озёр, соединённых каналами и протоками. 

## Население
Население — 2 483 211 человек. 

## Административное деление
В административном отношении делится на:
- город провинциального подчинения Бьенхоа
- город Лонгкхань

и 9 уездов:
- Лонгтхань (Long Thành);
- Нёнчать (Nhơn Trạch);
- Чангбом (Trảng Bom);
- Тхонгнят (Thống Nhất);
- Винькыу (Vĩnh Cửu);
- Камми (Cẩm Mỹ);
- Суанлок (Xuân Lộc);
- Танфу (Tân Phú);
- Динькуан (Định Quán).

## Климат
Климат региона характеризуется как тропический муссонный. Различают 2 сезона: сезон дождей (с апреля по ноябрь) и сухой сезон (с декабря по март). Средние температуры меняются от 24 до 29 °С. В среднем в году бывает 120—170 солнечных дней.

## Экономика
Ввиду близости к Хошимину Донгнай имеет довольно хорошо развитую инфраструктуру. Развит промышленный сектор, провинция привлекает иностранные инвестиции.